# Бидаман: Унакрсна ватра
Бидаман: Унакрсна ватра (енгл. B-Daman Crossfire), односно Унакрсни борбени бидаман (јап. クロスファイト ビーダマン, Kurosu Faito Bīdaman) у Јапану, анимирана је серија из 2011. године, и шеста инкарнација манги/ТВ серија базираних на франшизи играчака Бидаман. Следи је Бидаман фајербласт.
У Србији, студио Облакодер синхронизовао је серијал на српски језик. Емитовао се 2014. године на каналу Ултра.

## Синопсис
У првој сезони, прича прати Рикија Рјугасакија који помаже свом пријатељу на турниру, због чега добија сопственог бидамана. Убрзо сазнаје да се широм земље одржавају тајни „унакрсни“ бидаман турнири, и он одлучује да се пријави на један, улазећи тако у узбудљив, али и опасан свет бидамана.
У другој сезони, прича прати Годаја Камона, дечака који је изгубио памећне. Сећа се само своје старије сестре Аоне, али једног дана одлази у бидаман радњу и проналази моћног, и њему због неког разлога познатог, бидамана Галвана.

## Франшиза

### Аниме
Аниме серијал Бидаман: Унакрсна ватра настао је у продукцији студија SynergySP, и режији Јошинорија Одаке. Оригинално се емитовао од 2. октобра 2011. до 30. септембра 2012. године на јапанском каналу ТВ Токио, са укупно 52 дванаестоминутне епизоде.
Епизоде у јапанском оригиналу су краћег формата (11-12 минута), те су многе синхронизације, укључујући и наша, спојиле 52 преполовљене епизоде у 26 „пуних”. Српску синхронизацију радио је студио Облакодер, узевши за основу амерички превод. Серија се емитовала 2014. године на каналу Ултра. Као уводна и одјавна шпица коришћене су непреведене енглеске песме Victory и Hope, које је отпевао Ђовете Ривера.
Наставак серијала, Бидаман фајербласт (односно Унакрсни борбени бидаман еС), почео је са емитовањем свега недељу дана након завршетка оригиналног серијала, 7. октобра 2012. године. Последња, 52. епизода, изашла је 29. септембра 2013. године. Ова сезона није синхронизована на српски.

#### Улоге
| Име лика                                              | Српски глас            |
| ----------------------------------------------------- | ---------------------- |
| Рики Ругасаки                                         | Марко Јанкетић         |
| Самуру Шигами, Каито Самеџима, Геносуке Шигами, Ем си | Милош Ђуричић          |
| Јуки Вишимура, Басара Курочи                          | Иван Зекић             |
| Акира Саига, Нову Мору, фотограф                      | Иван Зарић             |
| Хуго Рајдо, Берга, Дравис                             | Марко Јањић            |
| Такакура, Дразерос                                    | Бојан Лазаров          |
| Драсијан                                              | Душко Премовић         |
| Гриз Сукино, Реџи Мак, Кобра                          | Пеђа Дамњановић        |
| Рори Такакура, Самуру дечак                           | Тамара Драгичевић      |
| Симон Сумија, Госпођа Ругасаки, Госпођица Јамаширо    | Андријана Тасић Бекана |
| Руди Сумераги, Асука Ками, Бизон                      | Вук Гајић              |
| Најављивач, Би борац Рју                              | Вук Зекић              |
| Суми Инаба, Дерек Ватари                              | Милица Јанкетић        |

### Манга
Истоимена манга, аутора Макота Мизобучија, објављивала се од 21. октобра 2011. до 21. септембра 2013. године у Шогакукановој манга ревији CoroCoro Comic. Поглавља су сакупљена у три тома. Први је изашао 27. јула 2012., а последњи 28. октобра 2013. године.

## Спољашњи извори
- Бидаман: Унакрсна ватра на сајту ТВ Токија (језик: јапански)